# Justin Koutaba
Justin Koutaba est enseignant-chercheur à l'Université de Ouagadougou. Il est ministre de la jeunesse et de l'emploi du Burkina Faso du 6 janvier 2006 au 20 avril 2011.
Son cursus scolaire commence à l'école primaire de Guiloungou et se poursuit au Petit séminaire de Pabré (1973-1977), puis au Collège Tounouma de Bobo-Dioulasso où il obtient le baccalauréat en 1981. Après des études universitaires de philosophie à Strasbourg en France, il revient avec un doctorat.
Il commence sa carrière professionnelle à l'Université de Ouagadougou. Aujourd'hui Maître de conférences, Justin Koutaba a occupé au sein de l'Université les fonctions de Directeur-Adjoint de l'Unité de Formation et de Recherches (UFR) Sciences humaines (2000-2003), puis de Directeur à partir de 2003.
Très actif dans les milieux politique et associatif, il a été membre de la Chambre des Représentants de 1997 à 2002. À ce titre, il a présidé la Commission des Affaires économiques de l'institution de 1997 à 1998, et a été élu Rapporteur Général de 1999 à 2002.
Justin Koutaba est aussi membre de la Jeune Chambre économique qu'il a présidée en 1995. Il est sénateur et Conseiller spécial du Président mondial de la Jeune chambre internationale.
Il est auteur de nombreuses publications scientifiques, a animé plusieurs conférences publiques et représenté l'Université de Ouagadougou dans les instances académiques internationales.
Justin Koutaba qui est également membre de plusieurs associations de développement est chevalier de l'Ordre des Palmes académiques et lauréat du concours international d'Art oratoire (Hararé).